# Christiane Kuhlmann

Christiane Kuhlmann anlässlich der Ausstellungseröffnung „Hannes Schmid – Real Stories“ im Kunstmuseum Bern

Christiane Kuhlmann (* 1967 in Essen) ist eine deutsche Kunsthistorikerin und Kuratorin für Fotografie und zeitgenössische Kunst. Kuhlmann ist die Direktorin des Emslandmuseums Schloss Clemenswerth in Sögel, Niedersachsen.

## Leben und Arbeit
Christiane Kuhlmann wurde 1967 in Essen geboren. Nach dem Abitur 1987 schrieb sie sich an der Universität Mainz in den Fächern Kunstgeschichte, Alte und Neuere Geschichte ein. Sie führte ihr Studium an der Universität Bochum in Kunstgeschichte – u. a. bei Max Imdahl, Geschichte und Romanistik fort und machte dort 1997 ihren Magister zum Thema „Tanzfotografie als Spiegel der Avantgarde“. 2001 wurde sie bei Katharina Sykora im Fach Kunstgeschichte als Stipendiatin des Cusanuswerk zur „Medialen Verschränkung von Fotografie und Tanz in den 1920er Jahren“ promoviert.

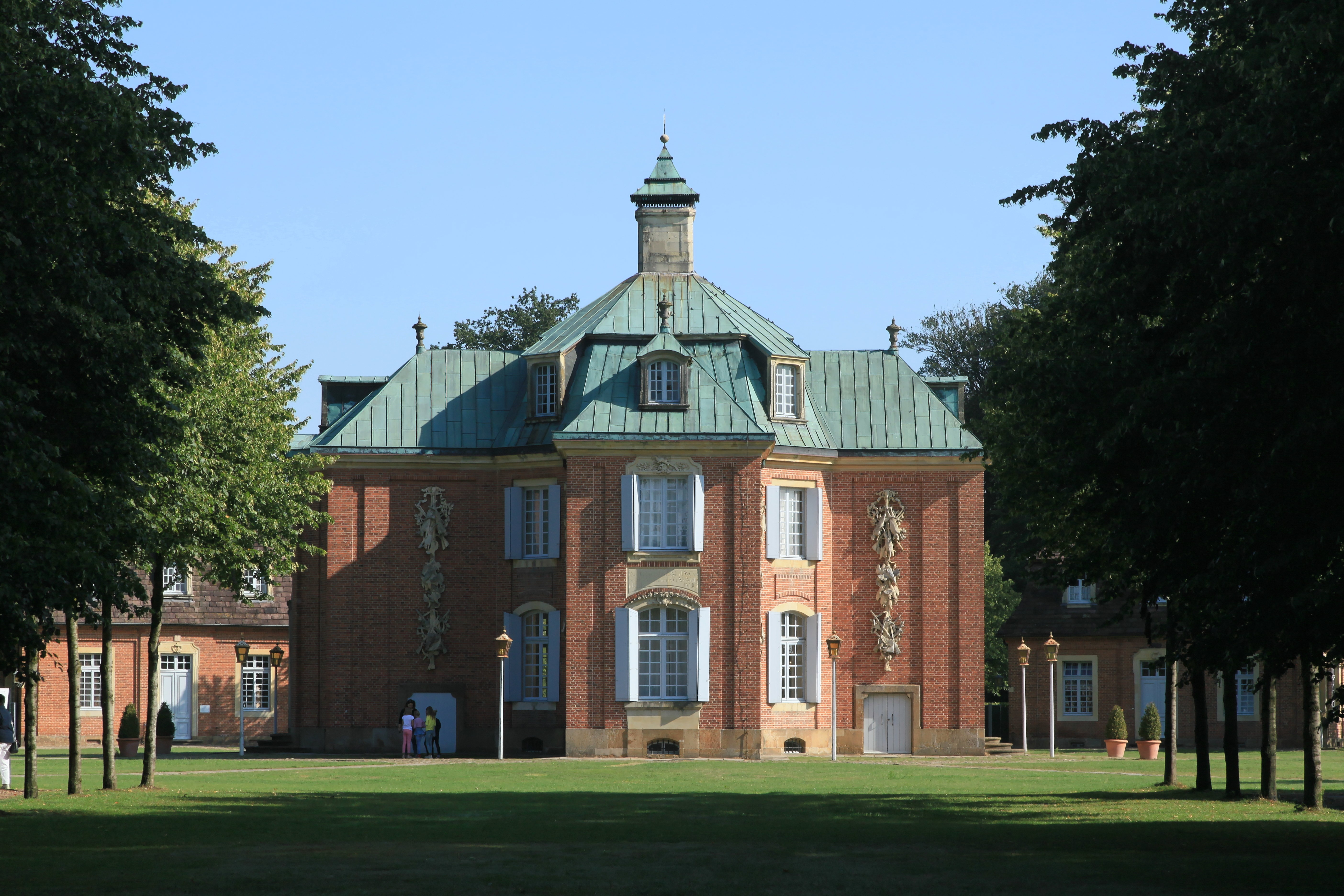
Emslandmuseum Schloss Clemenswerth

Seitdem arbeitete sie als Journalistin beim Westdeutschen Rundfunk und als freie Kuratorin für Fotografie und zeitgenössische Kunst in Museen und Ausstellungshäusern Europas. Darüber hinaus ist Kuhlmann Autorin für Publikationen und Vorträge zur Theorie und Geschichte der Fotografie. Nach einem Lehrauftrag zur Geschichte der Fotografie an der Universität Bochum wurde sie 2011 als Mitglied des Expertenteams zur Errichtung des Studiengangs „Camera Arts“ an der Hochschule Design und Kunst in Luzern berufen.
Neben der Präsentation des Studiengangs Fotografie der Amsterdamer Gerrit Rietveld Akademie 2009 auf der Venedig Biennale war die Ausstellung „A Star Is Born“ einer ihrer großen Erfolge als Kuratorin. In Zusammenarbeit mit Ute Eskildsen entwickelt, war dies die bis heute erfolgreichste Fotoausstellung im Museum Folkwang. Der in diesem Zusammenhang erschienene Katalog wurde unter anderem in den USA von der Zeitschrift The Guardian als bestes „music book“ des Jahres prämiert. 2013 kuratierte Kuhlmann die Hannes Schmid Ausstellung „Real Stories“ im Kunstmuseum Bern. 2009 bis 2015 ist Kuhlmann Vorsitzende und Kuratorin des Kunsthaus Essen und unterrichtet in dieser Zeit als Lehrbeauftragte Theorie und Geschichte der Fotografie im Fachbereich Gestaltung an der Fachhochschule Dortmund. Seit 2014 war sie auch für Roland Angsts Galerie Only Photography in Berlin tätig. 2015 arbeitete sie in der Berlinischen Galerie im Rahmen des Thomas Friedrich-Stipendium für Fotografieforschung zum Fotografen Erich Salomon. Von 2016 bis 2020 war Christiane Kuhlmann Kuratorin für Fotografie und Medienkunst am Museum der Moderne Salzburg. Seit dieser Zeit ist sie Mitglied der Jury Kunstankauf für die Sammlung des Bundes, Österreich. 2021 bis 2024 wechselte sie als Sammlungsleiterin der Heidi Horten Collection nach Wien. Seit dem 1. September 2024 arbeitet sie als Museumsdirektorin am 'Emslandmuseum Schloss Clemenswerth' im niedersächsischen Sögel.

## Stipendien und Auszeichnungen
- 1998–2001 Graduiertenstipendium der Bischöflichen Studienstiftung Cusanuswerk
- 2004–2005 Hanna und Manfred Heiting Scholarship, Rijksmuseum Amsterdam[9]
- 2005 Agnes Gaetz Preis[10]
- 2015 Thomas Friedrich-Stipendium für Fotografieforschung, Berlinische Galerie[11]

## Ausstellungen und Projekte als Kuratorin

### Heidi Horten Collection, Wien
- 2023 Look, Hommage an die Museumsgründerin Heidi Goëss-Horten

### Museum der Moderne, Salzburg
- 2020 Orte des Exils
- 2019 Menschenbilder. Neuankäufe der Fotosammlung des Bundes
- 2018–2019 Lisl Ponger. Professione: fotografa
- 2018–2019 Camera Austria International. Labor für Fotografie und Theorie
- 2018 Österreich: Fotografie 1970–2000
- 2018 Resonanz von Exil
- 2018 I-Photo Japanische Fotografie 1960–1970
- 2017–2018 Raum & Fotografie mit Arbeiten von Wolfgang Tillmans, Isa Genzken, Hito Steyerl und weiteren 32 Künstlern
- 2017 Auf/Bruch – Vier Künstlerinnen im Exil mit Arbeiten von Ellen Auerbach, Grete Stern, Friedl Dicker-Brandeis und Elly Niebuhr
- 2016–2017 Robert Frank – Books and Films, 1947–2016[12]

### Freie Projekte
- 2013 Hans Hansen – Faszination Glas, für 2013/14
- 2012/13 Kunstmuseum Bern, Kuratorin der Ausstellung: Hannes Schmid – Real Stories
- 2011/12 Museo Picasso Málaga, Málaga, Konzeption/Kuratorin: Die Spur des Grotesken
- 2011 Concepts of Photography at European Art Schools, 54. Biennale Venedig
- 2009 Rietveld Arsenale, 53. Biennale Venedig
- 2009 Johannes Gramm: REMIX
- 2007 Hellen van Meene, Porträts 1995–2006, C/O Berlin
- 2007 – heute Recherche und Konzeption des Fotobuchprojekts: Maria Aurora. Das private Bild und seine Widmung.
- 2005–2006 wissenschaftliche Recherchen zum kulturellen Gedächtnis des Ruhrgebiets im Zusammenhang der Neukonzeption des Ruhr Museums Essen
- 2005 Außenstellekunst No2, Forum Kunst und Architektur, Essen
- 2004 RWE AG Projekt mit Thomas Böing zur Ausstellung ‚Pool’ im RWE Turm
- 2001–2003 Organisation und Geschäftsführung des Fotofestivals: Folkwang Fest der Künste zur Fotografie, Essen
- 1991–1998 Ruhrlandmuseums Ausstellungsassistenz: Transit Brügge – Novgorod – Eine Straße durch die europäische Geschichte, Viel Vergnügen, Bärenlese und Schliemanns Troja
- 2004–2005 Rijksmuseum Amsterdam, Nationale Fotocollectie / Research Fellowship zum ersten Naturfotografen der Niederlande Richard Tepe

### Fotografische Sammlung im Museum Folkwang, Essen
- 2008–2010 A Star Is Born, Fotografie und Rock seit Elvis, Museum Folkwang, Kunstmuseum Leipzig, 2012.
- 2005 Hellen van Meene – Porträts 1995–2006
- 2003 Foto – Tanz – Projektionen
- 2008 Covering the Human Being, Int. Photography 1900–1950, Museo Picasso, Málaga; Assistenz
- 2008 Covering the Human Being, Int. Photography 1950-today, Centro Andaluz de Arte Contemporaneo, Sevilla; Assistenz
- 2007 Rockers Island, Olbricht Collection; Assistenz
- 2007 Oskar Dawicki – Every mistake has a hidden meaning / RWE Turm; Assistenz
- 2006 Darren Almond – Day Return; Assistenz
- 2006 Speaking with Hands, The Buhl Collection; Assistenz
- 2006 Ken Ohara, Erweiterte Porträtstudien; Assistenz
- 2005 Jitka Hanzlová – Forest; Assistenz
- 2005 Nützlich, Süss und Museal, Das fotografierte Tier; Assistenz
- 2005 Diane Arbus, Revelations; Assistenz

### Kunsthaus Essen
- 2014 What we perceive, Was wir wahrnehmen – Alexander Hagmann, Marie Köhler, Heide Prange, Marcus Simaitis, Marina Rosa Weigl
- 2014 Umimachi 1997 – Koji Onaka
- 2013 Uncomfortably close – Diana Rattray
- 2013 «Territoires» in Zusammenarbeit mit Centre Régional de la Photographie Nord Pas-de-Calais
- 2013 Most Popular of all time / Clare Strand and Gordan McDonald
- 2013 November Jens Liebchen – Tsukuba-Narita 2011/03/13
- 2012 Bilder über Bilder – junge malerische Positionen
- 2012 Drama Baby! Internationale Videokunst von Greta Alfaro, Mels van der Mede, Tony Tasset und Kris Verdonck
- 2012 Hiraki Sawa, Dwelling
- 2011 Franz Burkhardt, Verfügungsstunde
- 2011 Flashmob – Die Kunst und die Straße / Laura Paperina, Katja Stuke, NUG, Suzanne Posthumus, Christopher Daniels
- 2011 Junger Film aus Luzern / Jan Buchholz «Eigenbrand» und Manuel Wiedemann «Störfaktor»
- 2011 Viel hilft viel … Timm Rautert und Carl Emanuel Wolff
- 2010 nextOne – discussing photography / Mirko Martin, Jason Evans, Mark Neville
- 2010 There will never be problems again / Axel Braun
- 2008 New Visions – Rietveld Academie Klasse Johannes Schwartz und Paul Kooiker
- 2004 18? Jetzt will ich alles sehen! Malerei und Videoarbeiten von Johannes Gramm

## Schriften

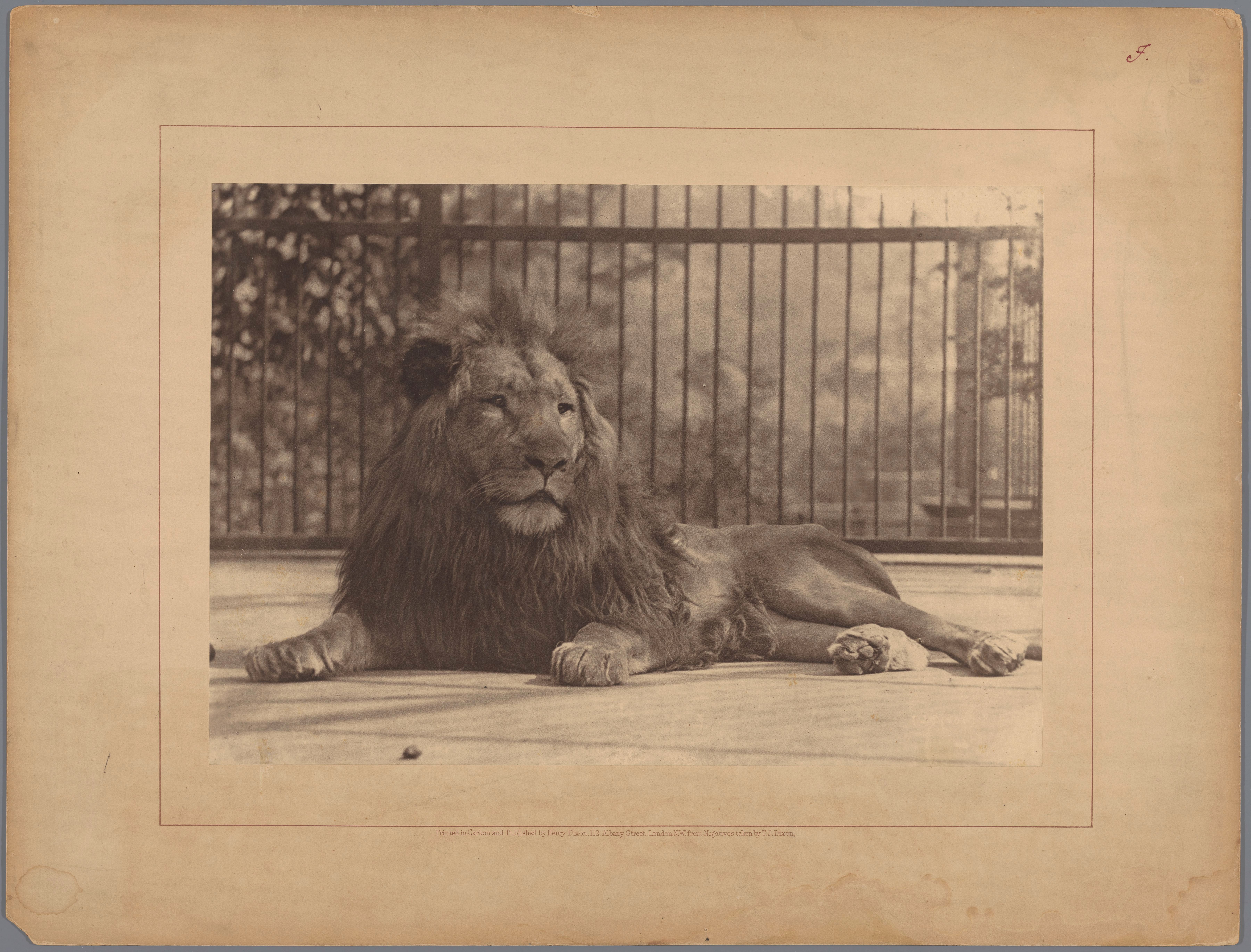
Abbildung einer Fotografie von Thomas James Dixon aus Kuhlmanns Publikation Richard Tepe, Photography of Nature in the Netherlands 1900–1940

- Erich Salomon. Meister der Selbstinszenierung – BG Forschungsbericht 2, Thomas-Friedrich-Stipendium 2015, Herausgeber und Verlag: Berlinische Galerie und The Heiting Library Trust 2016, ISBN 978-3-940208-45-3.
- Man muss sich für bestimmte Dinge entscheiden – Ute Eskildsen als Ausstellungsmacherin, hrsg. von Christiane Kuhlmann u. Museum Folkwang, Göttingen 2012, ISBN 978-3-86930-598-1.
- A Star Is Born, Fotografie und Rock seit Elvis, hrsg. von Ute Eskildsen u. Christiane Kuhlmann, Göttingen 2010, ISBN 978-3-86930-192-1.
- Johannes Gramm, Wenn ich in den Ohren bohre, riecht es noch bisschen nach Party, hrsg. von Christiane Kuhlmann, Essen 2009, ISBN 978-3-931201-31-9.
- SehenZeigen, Ute Eskildsen zum 60. Geburtstag, hrsg. von Christiane Kuhlmann u. a., Göttingen 2007; hierin: Menschenbilder zu den Arbeiten von Koos Breukel
- Richard Tepe, Photography of Nature in the Netherlands 1900–1940, hrsg. von Manfred Heiting / Rijksmuseum Amsterdam, Zwolle 2007, ISBN 978-90-8689-019-4.
- Charlotte Rudolph, Fotografin des modernen Tanzes, Göttingen 2004, ISBN 3-86521-045-7.
- Bewegter Körper – mechanischer Apparat. Zur medialen Verschränkung von Tanz und Fotografie in den 1920er Jahren, Frankfurt am Main 2003, ISBN 3-631-51669-X.

Aufsätze und Essays in Zeitschriften und Sammelbänden
- Forever Young, in: Joseph Sterling. Adolescence Comedy, Berlin/Chicago 2015.
- Manifeste. Fotografen als Schreiber, Katalog Rezension, in: Photonews Zeitschrift für Fotografie Dezember/14 – Januar/15
- Neue Zeiten im Rijksmuseum. Das Amsterdamer Museum präsentiert seine Fotografiesammlung, in: Photonews Zeitschrift für Fotografie November 2014.
- Almost Paradise, in: Kosuke Ohara, Almost Paradise, Berlin 2014.
- Johan van der Keuken, in: Manifeste! Eine andere Geschichte der Fotografie, hrsg. von Museum Folkwang, Fotomuseum Winterthur, Göttingen 2014.
- Missing Images, in: Wolfgang Kleber. Strange Beauty, Dortmund 2014.
- Der Blick von außen, Zu den Arbeiten der Koblenzer Stadtfotografin Hanna Becker, Berlin 2014.
- Paris Mortel Rétouché. Johan van der Keuken, in: Photonews. Zeitschrift für Fotografie, März 2014.
- Ückendorf Scans von Kurt Hörbst, Pixelprojekt Ruhrgebiet, Dezember 2013.
- Epilog zu: Marie Köhler – Mach Dir ein Bild, Fotografien von Kindern aus dem Operndorf von Christoph Schlingensief in Burkina Faso, Dortmund 2013.
- Koos Breukel – Menschen der Zeit, in: Photonews. Zeitschrift für Fotografie, September 2013.
- Tanzfotografien sind wie Engel, in: Tanz-Jahresheft, September 2013.Tanztruppe Skoronel, Berlin, 1920erjahre

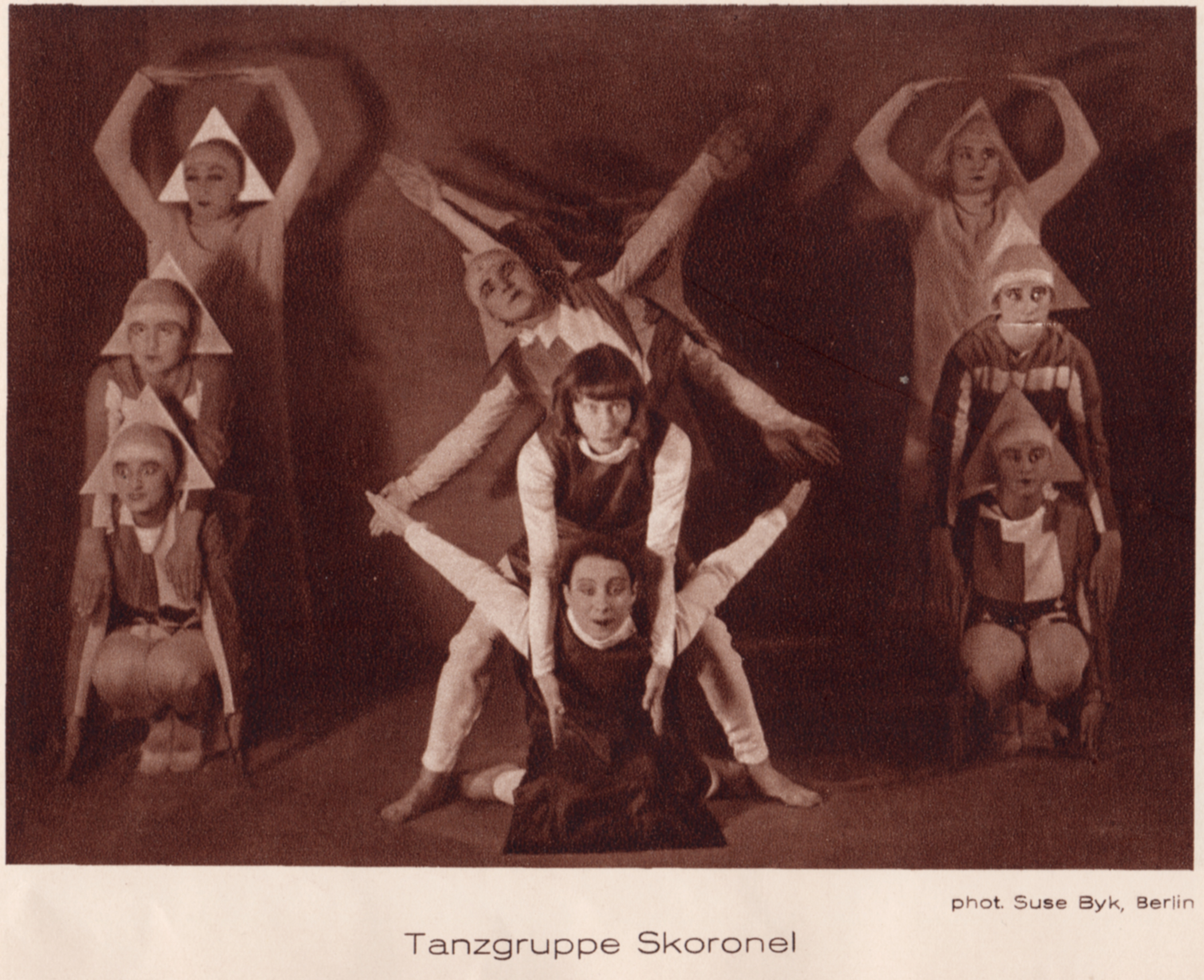
Tanztruppe Skoronel, Berlin, 1920erjahre

- Hannes Schmid – Real Stories. Über die Ausstellung, in: gleichnamiger Monografie, hrsg. von Matthias Frehner / Kunstmuseum Bern u. a., Zürich März 2013, JPR-Ringier
- Auge in Auge mit Gilian Waering, in: Cahiers, hrsg. von der FH Dortmund, April 2013.
- Novembre tout l’année, in: Stéphane Duroy «Hüter der Zeit», hrsg. von Roland Angst, Berlin 2012, only-photography
- Wer bist Du und wer willst Du sein? / Who are you and who do you want to be?/ Quien eres y quien querrias ser? In: «Exit» 46. En el Studio / In the Studio / im Studio, Mai 2012.
- Die im Dunklen sieht man doch. Venustransit von Lorenz Schmid, in: Verso. Hinterglas zeitgenössischer Schweizer Kunstschaffender. hrsg. vom VitroMusée Romont, 2012.
- Der Ton macht die Musik, in: Die Balz – Selbstinszenierung und Dokumentarkult, hrsg. von Balz Isler, Essen 2012.
- Bücher an der Wand – eine Vogelperspektive, in: Photonews. Zeitschrift für Fotografie, Mai 2012.
- Eleven to Liverpool Street – Katja Stuke, hrsg. von BöhmKobayashi, 2012.
- Wie still kann ein Stillleben sein? Zu den Arbeiten von Felix Dobbert, (dt./eng.) in: Flächen, hrsg. vom Museum am Ostwall, Bielefeld 2012.
- Lieber Robert Knodt, in: Photonews. Zeitschrift für Fotografie, Dez./Jan. 2011.
- Paul Kooiker – Sunday, in: Photonews. Zeitschrift für Fotografie, Juni 2011.
- Interviews mit Jill Furmanovsky und Kevin Westenberg in: A Star Is Born. Fotografie und Rock seit Elvis, hg.v. Ute Eskildsen u. Christiane Kuhlmann, Göttingen 2010
- Hellen van Meene, in: Geschiedenis van de Nederlandse Fotografie, hrsg. vom Prentenkabinet Leiden, 2010.
- Richard Tepe, in: Geschiedenis van de Nederlandse Fotografie, hrsg. vom Prentenkabinet Leiden, 2009 (zusammen mit Mattie Boom)
- Swetlana Heger. Smoke. Abstraktion 2008–2009, in: Querformat. Zeitgenössisches, Kunst, Populärkultur, Nr. 2, 2009.
- Natalie Czech, Slawomir Elsner, Hans-Peter Feldmann, Juul Hondius, Ulrike Lienbacher, Mirko Martin, Tsuyoshi Ozawa, Catrin Val, in: Images Recalled. Katalog 3. Fotofestival Mannheim/Ludwigshafen/Heidelberg, hrsg. von Esther Ruelfs u. a., Heidelberg 2009
- Neeltje Flipse-Roelse en de documentaire fotografie in Nederland, in: Voor Later. Neeltje Flipse-Roelse – fotografe 1921–2008, Vlissingen 2008
- Einmal Spanien und zurück, Als Kurier mit wertvollen Fotografien auf Reisen, in: Themenbeilage Fotografie als Objekt, Photonews. Zeitschrift für Fotografie, Oktober 2008.
- Grete Stern, in: Neue Deutsche Biografie, hg. v. Bayrische Akademie der Wissenschaften, München (erscheint 2013)
- New Visions – Photographic Strategies in the 1920’s and 1930’s, in: On the Human Being. International Photography 1900–1950, hrsg. vom Museo Picasso, Málaga 2008.
- So lebt man im Ruhrgebiet, Nicht nur – aber auch, in: Photonews. Zeitung für Fotografie, April 2008
- Das neue Flaggschiff der niederländischen Fotomuseen, Nederlands Fotomuseum im Las Palmas Gebäude, in: Photonews. Zeitung für Fotografie, Juni 2007.
- Jacob Holdt, United States 1970–1975, in: Photonews. Zeitung für Fotografie, Mai 2007
- Hellen van Meene – Porträts, Interview, in: Photonews. Zeitung für Fotografie, Dezember 2006.
- Ich irre durch Wald, Zu Hilde Doepps Publikation ‚Träume und Masken’ 1926, in: Fotografische Leidenschaften, hrsg. von Katharina Sykora, Ludger Derenthal, Marburg 2006.
- Darren Almond – Das Unheimliche, in: Begleitschrift zur Ausstellung im Museum Folkwang, Oktober 2006.
- Blind Date, Ein Blick auf die Serien ‚Cosmetic View’ von Koos Breukel und ‚Die Blinden’ von Oliver Sieber, in: Photonews. Zeitung für Fotografie, September 2006.
- Ausstellungsbegleiter: Speaking with Hands. The Buhl Collection, Museum Folkwang, Mai 2006.
- Die Frau hinter der Kamera, in: Kunstbulletin des Bureau des Arts Plastique, n° 20, Berlin, Sommer 2006.
- Das moderne Stilleben – gerupftes Geflügel geköpfter Wirsing, Irving Penn und James Ensor, in: Museumsführer Museum Folkwang, München 2005
- Diane Arbus – Revelations, in: Schwarzweiss 47, Das Magazin für Fotografie, August 2005.
- Museumshandbuch Ruhrgebiet, Kunst, Kultur und Geschichte, hrsg. von Heinrich Theodor Grütter, Essen 2003.
- Avantgarde und Tradition, Folkwang und die Anfänge des Tanztheaters in Essen, in: Tanz-Lese. Eine Geschichte des Tanzes in Essen, Essen 2000.
- Foto-Synthese, Zu den 'tänzerischen Lichtbildern' von Charlotte Rudolph, in: Tanzdrama, Nr. 49, 1999.